# Sân bay Szczecin-Goleniów "Solidarność"
Sân bay Szczecin-Goleniów "Solidarność" (tiếng Ba Lan: Port Lotniczy Szczecin-Goleniów im. NSZZ "Solidarność") (IATA: SZZ, ICAO: EPSC) là sân bay chính của thành phố Szczecin ở Ba Lan, nằm cách thành phố 45 km về phía đông bắc, gần thị xã Goleniów, ở làng Glewice. Sân bay này được xây trong giai đoạn 1953-56 tại thời điểm đỉnh điểm của Chiến tranh lạnh. Lúc đầu đường băng có kích thước 1800 m x 45 m. Năm 1967, sân bay dân dụng ở Dąbie được dời đến đây được đặt tên là Port Lotniczy Szczecin-Goleniów. Giai đoạn 1976-77, đường băng được kéo dài thành 2500 m và xây một nhà ga hành khách mới. Đường băng và sân đỗ được nâng cấp năm 1998. Một nhà ga mới được khai trương năm 2001 và được nâng cấp tiếp đến cuối năm 2005.

## Các hãng hàng không và các tuyến điểm
- LOT Polish Airlines (Warsaw)
  - operated by EuroLOT (Warsaw)
- Norwegian Air Shuttle (Oslo/Rygge-Moss)
- Ryanair (Bristol [bắt đầu ngày 28 tháng 10], Dublin, London-Luton [bắt đầu ngày 28 tháng 10], London-Stansted)

Các chuyến bay thuê bao nối vởi Ai Cập (Hurghada và Sharm el-Sheikh), Thổ Nhĩ Kỳ và Tunesia.